# Mauriac (Cantal)
Mauriac ist eine Stadt in der französischen Region Auvergne-Rhône-Alpes im Département Cantal mit 3503 Einwohnern (Stand 1. Januar 2022). Die Stadt ist Sitz der Unterpräfektur (französisch Sous-préfecture) des Arrondissements Mauriac, das aus sechs Kantonen besteht.

## Geografische Lage
Mauriac liegt auf einem westlichen Ausläufer des Cantalgebirges auf einem Basaltplateau in 700 m Höhe.
Die Umgebung von Mauriac ist dünn besiedelt. Als nächstgelegene große Stadt ist Clermont-Ferrand im Nordosten über 106 km kurvenreiche Landstraßen erreichbar. Das Städtchen Aurillac im Süden ist 50 Straßenkilometer entfernt, die kleine Bistumsstadt Tulle im Westen erreicht man  in 80 km Entfernung über die Zwischenstation Argentat.
Mauriac liegt zwischen den Flüssen Auze im Süden und Labiou im Norden.

## Bevölkerungsentwicklung
| Jahr                       | 1962 | 1968 | 1975 | 1982 | 1990 | 1999 | 2009 | 2016 |
| Einwohner                  | 3636 | 3803 | 4093 | 4333 | 4224 | 4019 | 3854 | 3667 |
| Quellen: Cassini und INSEE |      |      |      |      |      |      |      |      |

## Sehenswürdigkeiten
- Die Stadt bietet ein Ensemble alter Häuser aus Basalt, die sich um den Marktplatz mit der Kirche und dem Rathaus gruppieren.
- Die aus grau-rotem Basalt vermutlich ab Anfang des 12. Jahrhunderts und wahrscheinlich in zwei Etappen gebaute Kirche Notre Dame des Miracles (Heilige Muttergottes der Wunder) ist die bedeutendste romanische Kirche in der Gebirgsregion Auvergne; sie hat drei Längsschiffe und ein Querschiff mit Absiden. Im 19. Jahrhundert wurde die 36 m lange, 13,5 m breite und im Mittelschiff 14,2 m hohe Wallfahrtskirche im romanischen Stil zurückgebaut; die Rundbögen sind größtenteils angespitzt. Das Wallfahrtsbild ist eine – nach Diebstahl ersetzte – schwarze Madonna. Zur Ausstattung gehört ein romanisches Taufbecken aus Trachyt. Die Reliefszenen, mit denen es verziert ist, zeigen unter anderem die Legende zweier Bewohner der Region, die im 11. Jahrhundert in Spanien von Arabern gefangen genommen wurden. Sie sollen so inbrünstig zur Schutzpatronin ihrer Kirche gebetet haben, dass man sie am anderen Morgen, noch gefesselt in ihren Ketten, schlafend vor deren Portal fand. Sehenswert sind auch die Kapitelle; neben Bibelszenen gibt es auch geometrisch geformte im „Mauriacois“-Stil, der in der Umgebung häufige Nachahmung fand. Das Tympanon über dem Westportal zeigt eine Christus-Darstellung in der Mandorla, die 12 Apostel und Maria (mit abgeschlagenen Köpfen) und die Tierkreiszeichen.

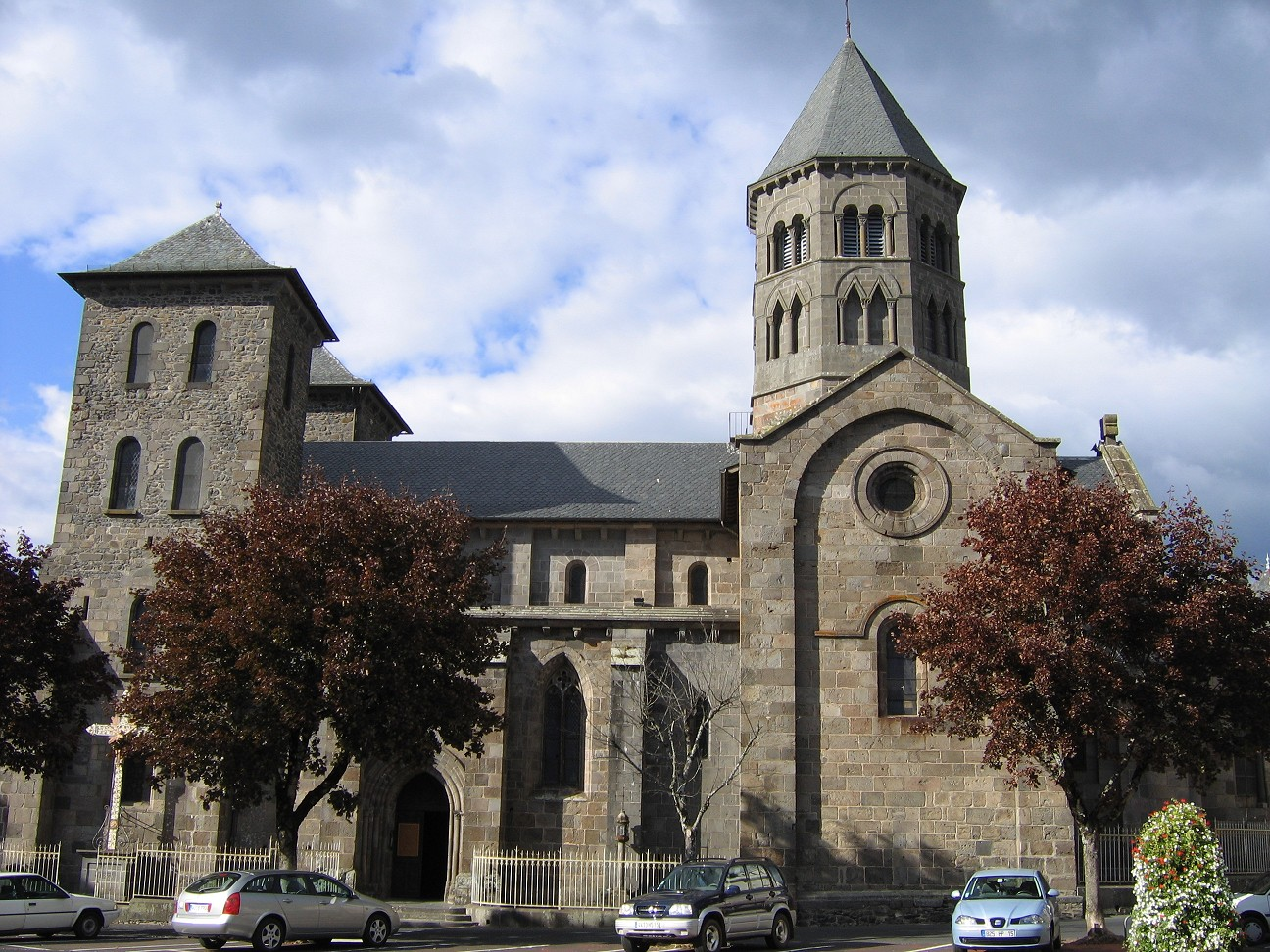
Kirche Notre-Dame-des-Miracles
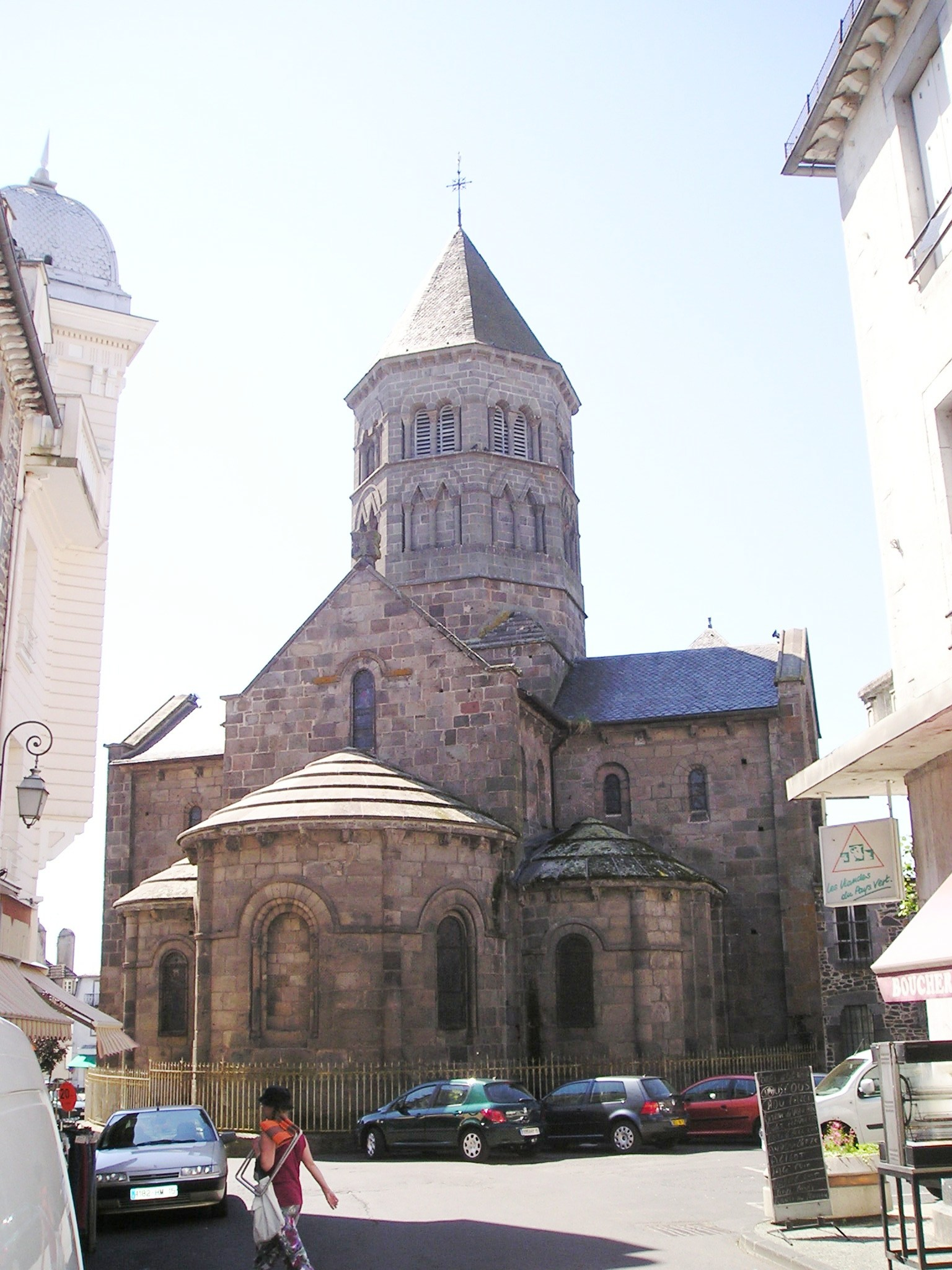
Ostseite der Kirche
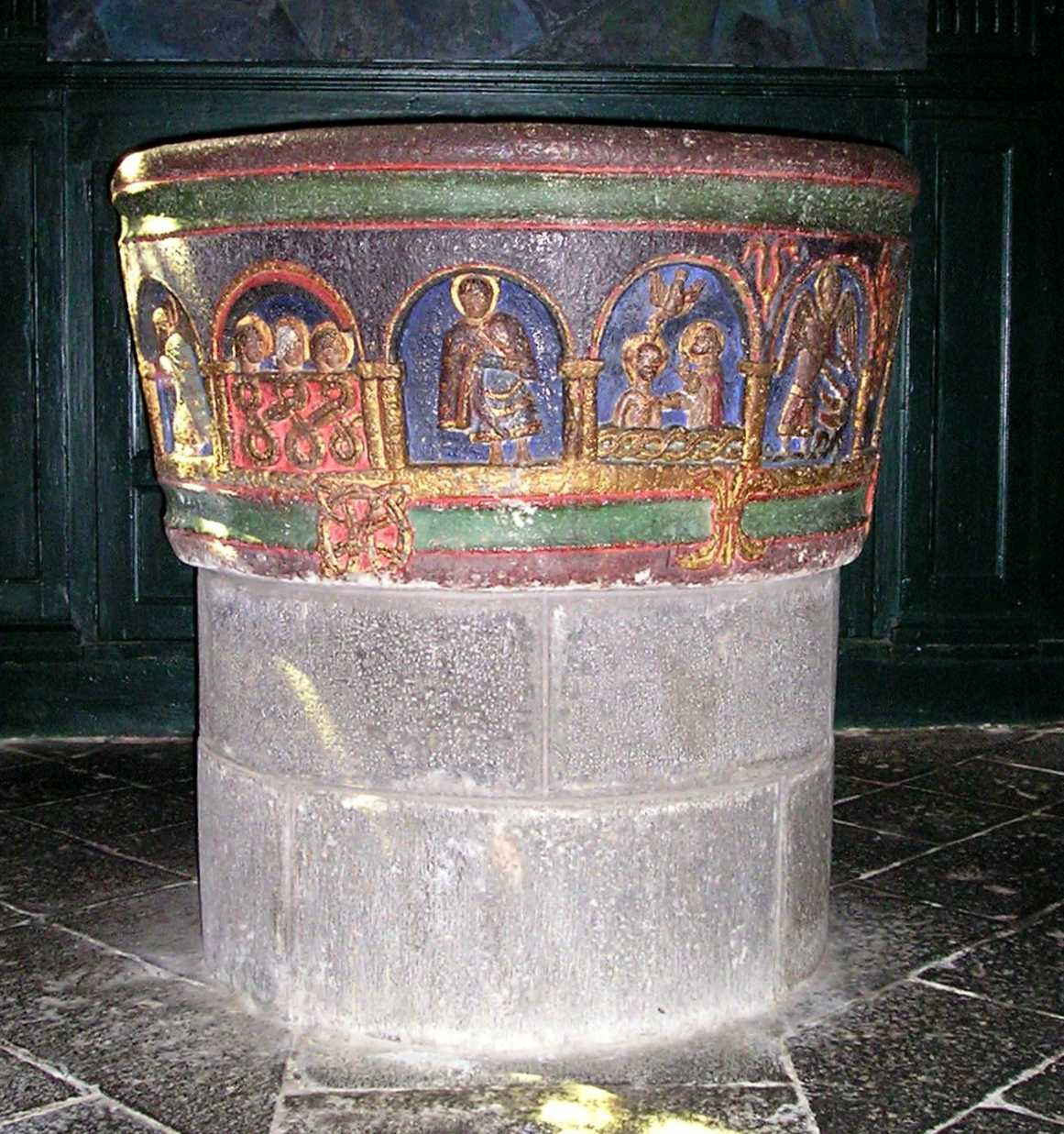
Taufbecken in der Kirche

- Monastère St-Pierre (Kloster St. Petrus) mit gallo-römischen Ruinen und einem Kapitelsaal aus dem 11. Jahrhundert.
- Museum mit einer Sammlung gallo-römischer Keramik und Ausstellungen zu handwerklichen Themen wie Käseherstellung und Lederhandwerk.

## Persönlichkeiten
- Jules Saliège (1870–1956), römisch-katholischer Geistlicher, Erzbischof von Toulouse 1928–1956, Kardinal